# Editura pentru Literatură
Editura pentru Literatură (sau Editura Pentru Literatură ori Editura pentru literatură) este o editură din România, fondată în 1959 (prin divizarea Editurii de Stat pentru Literatură și Artă), care publica atât literatură a scriitorilor români cât și a scriitorilor străini.

## Colecții
Colecțiile sau seriile editurii cuprind 
- Biblioteca școlarului
- Biblioteca pentru toți -  Anii 1960

- Cultură generală
- Enigma
- Romane de ieri și de azi
- Scriitori români